# Грецана
Грецана (итал. Grezzana) је насеље у Италији у округу Верона, региону Венето.
Према процени из 2011. у насељу је живело 4784 становника. Насеље се налази на надморској висини од 176 м.

## Становништво
| 1951. | 1961. | 1971. | 1981. | 1991. | 2001.  | 2011.  |
| ----- | ----- | ----- | ----- | ----- | ------ | ------ |
| 6.462 | 6.425 | 8.164 | 8.794 | 9.360 | 10.045 | 10.827 |